# A Ferencvárosi TC 1929–1930-as szezonja
A Ferencvárosi TC 1929–1930-as szezonja szócikk a Ferencvárosi TC első számú férfi labdarúgócsapatának egy szezonjáról szól, mely összességében és sorozatban is a 27. idénye volt a csapatnak a magyar első osztályban. A klub fennállásának ekkor volt a 31. évfordulója.

## Mérkőzések
| Színmagyarázat | Színmagyarázat |
| -------------- | -------------- |
|                | Győzelem.      |
|                | Döntetlen.     |
|                | Vereség.       |

### Közép-európai kupa1930
1. forduló
| 1930. június 19. |

| Slavia Praha           | 2 – 2               | Ferencváros             |
| ---------------------- | ------------------- | ----------------------- |
| Svoboda 23' Šoltis 85' | (1 – 1) Jegyzőkönyv | Toldi 30' Takács II 47' |

| Prága Nézőszám: 14 000 |

| 1930. július 12. |

| Ferencváros           | 1 – 0               | Slavia Praha |
| --------------------- | ------------------- | ------------ |
| Táncos 80' (11-esből) | (0 – 0) Jegyzőkönyv |              |

| Üllői út, Budapest Nézőszám: 10 000 |

(folytatását lásd az 1930–31-es szezonnál)

### PLASZ I. osztály 1929–30

#### Őszi fordulók
| 1. forduló 1929. szeptember 15. |

| Attila FC | 1 – 3       | Ferencváros         |
| --------- | ----------- | ------------------- |
|           | Jegyzőkönyv | Takács II ög' Rázsó |

| Miskolc |

| 2. forduló 1929. szeptember 22. |

| Ferencváros                 | 8 – 0       | III. Kerületi TVE |
| --------------------------- | ----------- | ----------------- |
| Takács II Turay Toldi Kohut | Jegyzőkönyv |                   |

| Üllői út, Budapest |

| 3. forduló 1929. szeptember 29. |

| Ferencváros | 1 – 1       | Bocskai FC |
| ----------- | ----------- | ---------- |
| Toldi       | Jegyzőkönyv |            |

| Üllői út, Budapest |

| 4. forduló 1929. október 13. |

| Ferencváros | 2 – 1       | Budai 11 |
| ----------- | ----------- | -------- |
| Takács II   | Jegyzőkönyv |          |

| Üllői út, Budapest |

| 5. forduló 1929. október 20. |

| Hungária | 0 – 4               | Ferencváros     |
| -------- | ------------------- | --------------- |
|          | (0 – 1) Jegyzőkönyv | Takács II Turay |

| Hungária körút, Budapest Nézőszám: 32 000 Játékvezető: Majorszky Ferenc (magyar) |

| 6. forduló 1929. október 27. |

| Ferencváros           | 5 – 0       | Somogy FC |
| --------------------- | ----------- | --------- |
| Takács II Kohut Turay | Jegyzőkönyv |           |

| Üllői út, Budapest |

| 7. forduló 1929. november 10. |

| Újpest | 1 – 2       | Ferencváros          |
| ------ | ----------- | -------------------- |
|        | Jegyzőkönyv | Szedlacsik Takács II |

| Megyeri út, Újpest |

| 8. forduló 1929. november 17. |

| Bástya FC | 3 – 0               | Ferencváros |
| --------- | ------------------- | ----------- |
|           | (1 – 0) Jegyzőkönyv |             |

| Szeged Játékvezető: Kornai (magyar) |

| 9. forduló 1929. november 24. |

| Ferencváros  | 2 – 2       | Pécs–Baranya |
| ------------ | ----------- | ------------ |
| Táncos Toldi | Jegyzőkönyv |              |

| Üllői út, Budapest |

| 10. forduló 1929. december 1. |

| Ferencváros            | 7 – 2       | Nemzeti FC |
| ---------------------- | ----------- | ---------- |
| Takács II Táncos Toldi | Jegyzőkönyv |            |

| Üllői út, Budapest |

| 11. forduló 1929. december 15. |

| Ferencváros                       | 4 – 0               | Kispest |
| --------------------------------- | ------------------- | ------- |
| Szedlacsik Táncos Takács II Turay | (2 – 0) Jegyzőkönyv |         |

| Üllői út, Budapest Játékvezető: Kornai (magyar) |

#### Tavaszi fordulók
| 12. forduló 1930. március 2. |

| Somogy FC | 2 – 6       | Ferencváros                  |
| --------- | ----------- | ---------------------------- |
|           | Jegyzőkönyv | Kohut Toldi Táncos Takács II |

| Hungária körút, Budapest |

| 13. forduló 1930. március 6. |

| Ferencváros     | 4 – 0       | Bástya FC |
| --------------- | ----------- | --------- |
| Takács II Toldi | Jegyzőkönyv |           |

| Üllői út, Budapest |

| 14. forduló 1930. március 16. |

| Bocskai FC | 2 – 3       | Ferencváros             |
| ---------- | ----------- | ----------------------- |
|            | Jegyzőkönyv | Takács II Zilahi Táncos |

| Üllői út, Budapest |

| 15. forduló 1930. március 23. |

| Újpest | 1 – 1       | Ferencváros |
| ------ | ----------- | ----------- |
|        | Jegyzőkönyv | Kohut       |

| Üllői út, Budapest Játékvezető: Klug Frigyes (magyar) |

| 16. forduló 1930. március 30. |

| Attila FC | 0 – 6       | Ferencváros             |
| --------- | ----------- | ----------------------- |
|           | Jegyzőkönyv | Takács II Zilahi Táncos |

| Hungária körút, Budapest |

| 17. forduló 1930. április 6. |

| Pécs–Baranya | 4 – 4       | Ferencváros     |
| ------------ | ----------- | --------------- |
|              | Jegyzőkönyv | Toldi Takács II |

| Pécs |

| 18. forduló 1930. április 20. |

| Ferencváros     | 3 – 3       | Hungária |
| --------------- | ----------- | -------- |
| Takács II Kohut | Jegyzőkönyv |          |

| Üllői út, Budapest |

| 19. forduló 1930. április 27. |

| Nemzeti FC | 1 – 3       | Ferencváros     |
| ---------- | ----------- | --------------- |
|            | Jegyzőkönyv | Takács II Toldi |

| Budapest |

| 20. forduló 1930. május 4. |

| Budai 11 | 1 – 1       | Ferencváros |
| -------- | ----------- | ----------- |
|          | Jegyzőkönyv | Zilahi      |

| Üllői út, Budapest |

| 21. forduló 1930. május 18. |

| Kispest | 1 – 9       | Ferencváros                 |
| ------- | ----------- | --------------------------- |
|         | Jegyzőkönyv | Takács II Turay Kohut Toldi |

| Üllői út, Budapest |

| 22. forduló 1930. május 25. |

| III. Kerületi TVE | 1 – 2       | Ferencváros      |
| ----------------- | ----------- | ---------------- |
|                   | Jegyzőkönyv | Táncos Takács II |

| Budapest |

#### A végeredmény
| #  | Csapat            | J  | Gy | D | V  | Rg | Kg | Gk  | P  | Megjegyzés                                           |
| -- | ----------------- | -- | -- | - | -- | -- | -- | --- | -- | ---------------------------------------------------- |
| 1  | Újpest            | 22 | 18 | 2 | 2  | 74 | 30 | +44 | 38 | Bajnok, Bajnokok Tornája, 1930-as közép-európai kupa |
| 2  | Ferencváros       | 22 | 15 | 6 | 1  | 80 | 27 | +53 | 36 | 1930-as közép-európai kupa                           |
| 3  | Hungária          | 22 | 10 | 7 | 5  | 54 | 36 | +18 | 27 |                                                      |
| 4  | III. Kerületi TVE | 22 | 9  | 7 | 6  | 36 | 35 | +1  | 25 |                                                      |
| 5  | Bocskai FC        | 22 | 7  | 6 | 9  | 43 | 48 | -5  | 20 |                                                      |
| 6  | Kispest           | 22 | 6  | 7 | 9  | 21 | 39 | -18 | 19 |                                                      |
| 7  | Budai 11          | 22 | 5  | 8 | 9  | 28 | 31 | -3  | 18 |                                                      |
| 8  | Bástya FC         | 22 | 7  | 3 | 12 | 41 | 53 | -12 | 17 |                                                      |
| 9  | Pécs–Baranya      | 22 | 5  | 7 | 10 | 31 | 50 | -19 | 17 |                                                      |
| 10 | Nemzeti FC        | 22 | 6  | 4 | 12 | 26 | 44 | -18 | 16 |                                                      |
| 11 | Attila FC         | 22 | 5  | 6 | 11 | 22 | 40 | -18 | 16 | Kiesett NB II                                        |
| 12 | Somogy FC         | 22 | 3  | 9 | 10 | 31 | 54 | -23 | 15 | Kiesett NB II                                        |

#### Eredmények összesítése
Az alábbi táblázatban összesítve szerepelnek a Ferencvárosi TC 1929/30-as bajnokságban elért eredményei.
| Ősz/tavasz (forduló)    | Otthon | Otthon | Otthon | Otthon | Otthon | Otthon | Otthon | Idegenben | Idegenben | Idegenben | Idegenben | Idegenben | Idegenben | Idegenben |
| Ősz/tavasz (forduló)    | M      | GY     | D      | V      | LG–KG  | GK     | P      | M         | GY        | D         | V         | LG–KG     | GK        | P         |
| ----------------------- | ------ | ------ | ------ | ------ | ------ | ------ | ------ | --------- | --------- | --------- | --------- | --------- | --------- | --------- |
| Őszi szezon (1–11.)     | 7      | 5      | 2      | 0      | 29–6   | +23    | 12     | 4         | 3         | 0         | 1         | 9–5       | +4        | 6         |
| Tavaszi szezon (12–22.) | 2      | 1      | 1      | 0      | 7–3    | +4     | 3      | 9         | 6         | 3         | 0         | 35–13     | +22       | 15        |
| Összesen (1–22.)        | 9      | 6      | 3      | 0      | 36–9   | +27    | 15     | 13        | 9         | 3         | 1         | 44–18     | +26       | 21        |

### Magyar kupa 1929–30
| 1930. március 25. |

| BSE) | 2 – 3       | Ferencváros  |
| ---- | ----------- | ------------ |
|      | Jegyzőkönyv | Kohut Táncos |

| Budapest |

| 1930. május 10. |

| Újpest | 2 – 3       | Ferencváros   |
| ------ | ----------- | ------------- |
|        | Jegyzőkönyv | Kovács Táncos |

| Megyeri út, Újpest |

| 1930. június 15. |

| Bocskai FC | 2 – 0       | Ferencváros |
| ---------- | ----------- | ----------- |
|            | Jegyzőkönyv |             |

| Debrecen |

### Egyéb mérkőzések
| 1929. június 30. |

| São Paulo válogatott | 1 – 2       | Ferencváros |
| -------------------- | ----------- | ----------- |
|                      | Jegyzőkönyv | Takács II   |

| São Paulo |

| 1929. július 4. |

| Americana | 1 – 1       | Ferencváros |
| --------- | ----------- | ----------- |
|           | Jegyzőkönyv | Toldi       |

| Rio de Janeiro |

| 1929. július 7. |

| Rio válogatott | 3 – 3       | Ferencváros     |
| -------------- | ----------- | --------------- |
|                | Jegyzőkönyv | Takács II Toldi |

| Rio de Janeiro |

| 1929. július 11. |

| Brazília | 2 – 0       | Ferencváros |
| -------- | ----------- | ----------- |
|          | Jegyzőkönyv |             |

| Rio de Janeiro |

| 1929. július 14. |

| Palestra Itália | 5 – 2       | Ferencváros |
| --------------- | ----------- | ----------- |
|                 | Jegyzőkönyv | Takács II   |

| São Paulo |

| 1929. július 21. |

| Uruguay | 2 – 3               | Ferencváros     |
| ------- | ------------------- | --------------- |
|         | (0 – 3) Jegyzőkönyv | Takács II Rázsó |

| Montevideo |

| 1929. július 25. |

| Montevideo válogatott | 1 – 4       | Ferencváros                      |
| --------------------- | ----------- | -------------------------------- |
|                       | Jegyzőkönyv | Takács II Kohut Turay Szedlacsik |

| Montevideo |

| 1929. július 28. |

| Uruguay | 3 – 0       | Ferencváros |
| ------- | ----------- | ----------- |
|         | Jegyzőkönyv |             |

| Montevideo |

| 1929. augusztus 1. |

| River Plate | 3 – 4       | Ferencváros       |
| ----------- | ----------- | ----------------- |
|             | Jegyzőkönyv | Kohut Rázsó Turay |

| Buenos Aires |

| 1929. augusztus 3. |

| Peñarol | 2 – 0       | Ferencváros |
| ------- | ----------- | ----------- |
|         | Jegyzőkönyv |             |

| Montevideo |

| 1929. augusztus 5. |

| Racing Buenos Aires | 1 – 2       | Ferencváros |
| ------------------- | ----------- | ----------- |
|                     | Jegyzőkönyv | Turay       |

| Buenos Aires |

| 1929. augusztus 10. |

| Argentína | 2 – 0       | Ferencváros |
| --------- | ----------- | ----------- |
|           | Jegyzőkönyv |             |

| Buenos Aires |

| 1929. augusztus 13. |

| Racing Buenos Aires | 1 – 2       | Ferencváros     |
| ------------------- | ----------- | --------------- |
|                     | Jegyzőkönyv | Turay Takács II |

| Buenos Aires |

| 1929. augusztus 17. |

| São Paulo válogatott | 2 – 1       | Ferencváros |
| -------------------- | ----------- | ----------- |
|                      | Jegyzőkönyv | Takács II   |

| São Paulo |

| 1929. december 8. |

| Slavia Praha | 3 – 0       | Ferencváros |
| ------------ | ----------- | ----------- |
|              | Jegyzőkönyv |             |

| Prága |

| 1930. február 16. |

| Ferencváros | 1 – 4       | Admira Wacker Mödling |
| ----------- | ----------- | --------------------- |
| Kohut       | Jegyzőkönyv |                       |

| Hungária körút, Budapest |

| 1930. február 23. |

| Ferencváros, Hungária vegyes      | 5 – 1               | Teplitzer FK |
| --------------------------------- | ------------------- | ------------ |
| Kohut Bihámy Turay Titkos Barátky | (1 – 1) Jegyzőkönyv |              |

| Hungária körút, Budapest |

| 1930. március 9. |

| Admira Wacker Mödling | 3 – 5       | Ferencváros           |
| --------------------- | ----------- | --------------------- |
|                       | Jegyzőkönyv | Takács II Toldi Kohut |

| Bécs |

| 1930. április 13. |

| Ferencváros | 1 – 0       | Wiener AC |
| ----------- | ----------- | --------- |
| ög'         | Jegyzőkönyv |           |

| Üllői út, Budapest |

| 1930. április 21. |

| Újpest | 0 – 2               | Ferencváros      |
| ------ | ------------------- | ---------------- |
|        | (0 – 2) Jegyzőkönyv | Takács II Táncos |

| Hungária körút, Budapest Játékvezető: Klug Frigyes (magyar) |

| 1930. június 8. |

| Građanski Zagreb | 2 – 4       | Ferencváros                     |
| ---------------- | ----------- | ------------------------------- |
|                  | Jegyzőkönyv | Gyarmati Takács II Táncos Lázár |

| Zágráb |

| 1930. június 9. |

| HAŠK Zagreb | 2 – 4       | Ferencváros |
| ----------- | ----------- | ----------- |
|             | Jegyzőkönyv | Turay Toldi |

| Zágráb |

| 1930. június 21. |

| Viktoria Plzeň | 0 – 7       | Ferencváros                          |
| -------------- | ----------- | ------------------------------------ |
|                | Jegyzőkönyv | Lázár Takács II Lyka II Bukovi Kohut |

| Plzeň |

| 1930. június 23. |

| Viktoria Žižkov | 2 – 3       | Ferencváros     |
| --------------- | ----------- | --------------- |
|                 | Jegyzőkönyv | Toldi Takács II |

| Prága |

| 1930. június 26. |

| BSC Gablonz | 1 – 12      | Ferencváros                             |
| ----------- | ----------- | --------------------------------------- |
|             | Jegyzőkönyv | Gyarmati Kohut Berkessy Turay Takács II |

| Gablonz |

| 1930. június 28. |

| Polonia Warszawa | 2 – 4       | Ferencváros           |
| ---------------- | ----------- | --------------------- |
|                  | Jegyzőkönyv | Kohut Toldi Takács II |

| Varsó |

| 1930. június 29. |

| Polonia Warszawa | 0 – 5       | Ferencváros           |
| ---------------- | ----------- | --------------------- |
|                  | Jegyzőkönyv | Takács II Toldi Kohut |

| Varsó |

| 1930. július 2. |

| Amatörski K. | 3 – 6       | Ferencváros       |
| ------------ | ----------- | ----------------- |
|              | Jegyzőkönyv | Toldi Turay Kohut |

| Karlowska Huta |

| 1930. július 5. |

| MŠK Žilina | 2 – 4       | Ferencváros |
| ---------- | ----------- | ----------- |
|            | Jegyzőkönyv | Kohut Toldi |

| Zsolna |

| 1930. július 6. |

| ŠK Bratislava | 0 – 4       | Ferencváros        |
| ------------- | ----------- | ------------------ |
|               | Jegyzőkönyv | Turay Táncos Toldi |

| Pozsony |

## Külső hivatkozások
- A csapat hivatalos honlapja (magyarul)
- Az 1929–1930-as szezon menetrendje a tempofradi.hu-n (magyarul)